# Solecurtus
Solecurtus is een geslacht van tweekleppigen uit de familie van de Solecurtidae.

## Soorten
- Solecurtus afroccidentalis Cosel, 1989
- Solecurtus australis (Dunker, 1862)
- Solecurtus baldwini Dall, Bartsch & Rehder, 1938
- Solecurtus bensoni Finlay, 1924 †
- Solecurtus broggii Pilsbry & Olsson, 1941
- Solecurtus candidus (Brocchi, 1814)
- Solecurtus chattonensis Finlay, 1924 †
- Solecurtus consimilis Kuroda & Habe in Habe, 1961
- Solecurtus cumingianus (Dunker, 1862)
- Solecurtus divaricatus (Lischke, 1869)
- Solecurtus evolutus Finlay, 1924 †
- Solecurtus exaratus (Philippi, 1849)
- Solecurtus guaymasensis (H. N. Lowe, 1935)
- Solecurtus leone Woolacott, 1954
- Solecurtus lineatus (Spengler, 1794)
- Solecurtus markushuberi Thach, 2020
- Solecurtus murrayvianus Finlay, 1927 †
- Solecurtus philippinarum (Dunker, 1862)
- Solecurtus quaeritus M. Huber, 2010
- Solecurtus rhombus (Spengler, 1794)
- Solecurtus sagamiensis Kuroda & Habe, 1971
- Solecurtus sanctaemarthae d'Orbigny, 1853
- Solecurtus scopula (W. Turton, 1822)
- Solecurtus strigilatus (Linnaeus, 1758)
- Solecurtus subcandidus Sturany, 1899
- Solecurtus sulcatus (Dunker, 1862)

### Nomen dubium
- Solecurtus complanatus G. B. Sowerby II, 1874
- Solecurtus inaequalis G. B. Sowerby II, 1874
- Solecurtus seminudus G. B. Sowerby II, 1874

### Synoniemen
- Solecurtus abbreviatus Gould, 1861 => Azorinus abbreviatus (Gould, 1861)
- Solecurtus affinis C. B. Adams, 1852 => Tagelus affinis (C. B. Adams, 1852)
- Solecurtus albus Blainville, 1827 => Solecurtus scopula (W. Turton, 1822)
- Solecurtus angulatus G. B. Sowerby II, 1874 => Tagelus adansonii (Bosc, 1801)
- Solecurtus bidens (Hanley, 1842) => Tagelus divisus (Spengler, 1794)
- Solecurtus californianus Conrad, 1837 => Tagelus californianus (Conrad, 1837)
- Solecurtus chamasolen (da Costa, 1778) => Azorinus chamasolen (da Costa, 1778)
- Solecurtus coquimbensis G. B. Sowerby II, 1874 => Tagelus dombeii (Lamarck, 1818)
- Solecurtus cylindricus G. B. Sowerby II, 1874 => Tagelus affinis (C. B. Adams, 1852)
- Solecurtus dombeyi => Tagelus dombeii (Lamarck, 1818)
- Solecurtus dunkeri Kira, 1959 => Solecurtus divaricatus (Lischke, 1869)
- Solecurtus ellipticus Tate, 1887 † => Solecurtus murrayvianus Finlay, 1927 †
- Solecurtus lucidus Conrad, 1837 => Siliqua lucida (Conrad, 1837)
- Solecurtus mollis G. B. Sowerby II, 1874 => Sinonovacula mollis (G. B. Sowerby II, 1874)
- Solecurtus multistriatus (Scacchi, 1835) => Solecurtus scopula (W. Turton, 1822)
- Solecurtus nitidus Gould, 1839 => Siliqua squama (Blainville, 1827)
- Solecurtus novaculina G. B. Sowerby II, 1874 => Novaculina gangetica Benson, 1830
- Solecurtus nuttallii Conrad, 1837 => Siliqua patula (Dixon, 1789)
- Solecurtus pacificus Abbott & Dance, 1986 => Solecurtus rhombus (Spengler, 1794)
- Solecurtus platensis d'Orbigny, 1846 => Tagelus plebeius (Lightfoot, 1786)
- Solecurtus politus Carpenter, 1857 => Tagelus politus (Carpenter, 1857)
- Solecurtus quoyi Deshayes, 1835 => Solecurtus rhombus (Spengler, 1794)
- Solecurtus sanctaemarthae G. B. Sowerby II, 1874 => Solecurtus rhombus (Spengler, 1794)
- Solecurtus solidus Gray G. B. Sowerby II, 1874 => Azorinus abbreviatus (Gould, 1861)
- Solecurtus squama Blainville, 1827 => Siliqua squama (Blainville, 1827)
- Solecurtus strigillatus => Solecurtus strigilatus (Linnaeus, 1758)
- Solecurtus strigosus Gould, 1861 => Pharella acutidens (Broderip & Sowerby, 1829)
- Solecurtus subteres Conrad, 1837 => Tagelus subteres (Conrad, 1837)
- Solecurtus tenerior Hedley, 1914 => Cultellus tenerior (Hedley, 1914)
- Solecurtus violascens Carpenter, 1857 => Tagelus californianus (Conrad, 1837)
- Solecurtus viridens G. B. Sowerby II, 1874 => Tagelus divisus (Spengler, 1794)